# Galócáspatak
Galócáspatak (románul: Gălăuțaș-Pârău) falu Romániában, Hargita megyében.

## Története
Galócás része. 1956-ig adatai a községéhez voltak számítva. A trianoni békeszerződés előtt Csík vármegye Gyergyószentmiklósi járásához tartozott.

## Népessége
2002-ben 396 lakosa volt, ebből 390 román és 7 magyar.

## Vallások
Lakói túlnyomó többségében ortodox hitűek, de található itt kisebb római katolikus közösség is.